# Spruitkool

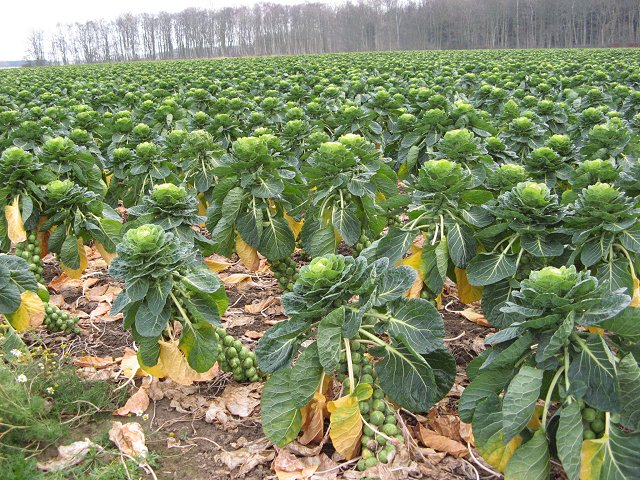
Veld met spruitkool

Spruitkool (Brassica oleracea convar. oleracea var. gemmifera), beter bekend als spruiten, is een koolsoort waarvan de okselknoppen door de mens gegeten worden. Het is een typische wintergroente.
Oorspronkelijk komen spruiten uit het Middellandse Zeegebied, waar ze al duizenden jaren worden geteeld. Gedurende of na de middeleeuwen is de teelt ervan ook in Noord-Europa begonnen, wanneer precies is onduidelijk. Volgens sommigen was dit al in de vijfde eeuw, volgens anderen werden spruitjes pas in de 13e eeuw of nog later in  de omgeving van Brussel geteeld. Via Franse kolonisten zijn ze uiteindelijk ook in Noord-Amerika beland, het eerst in Louisiana.
De oorspronkelijke Franse naam is "Choux de Bruxelles". In heel wat talen, waaronder het Afrikaans (Brusselspruit), het Engels (Brussels sprouts), Italiaans (cavolini di Bruxelles), Pools (brukselka), Turks (Brüksel lahanası) en het Zweeds (Brysselkål) verwijst men nog steeds naar Brussel. Naast de algemene groene bestaan er ook paarse spruiten.

## Teelt
Spruitkool wordt binnen Europa vooral in Engeland, Nederland, België en Frankrijk geteeld.
In Nederland is spruitkool een belangrijk vollegrondsgroentegewas dat voornamelijk in Zuid-Holland wordt verbouwd. Daarnaast komt teelt voor in Flevoland, Zeeland en Noord-Brabant. In België wordt de spruit vooral in West-Vlaanderen geteeld.
Spruitkool wordt gezaaid tussen februari en half april. De oogst begint in augustus en eindigt in maart. De machinale oogst is eenmalig hetgeen wil zeggen dat alle spruitjes van een plant in een keer geplukt worden. Daarbij wordt de bij de grond afgehakte stam in de snijkop van de plukmachine gestoken.
De vroege rassen geven al in augustus oogstbare spruiten; de zeer late rassen in maart, als tenminste geen strenge winter is geweest.
In de conventionele massateelt worden alleen nog hybride-rassen gebruikt. Deze rassen hebben een cilindrische spruitzetting. Vroeger werden zogenaamde zaadvaste rassen gebruikt, die een piramidale spruitzetting hebben, waardoor deze rassen doorgeplukt moeten worden. Dat wil zeggen dat per keer alleen de rijpste spruiten geplukt worden. Dit kan alleen bij handpluk. Deze rassen worden nog gebruikt door volkstuinders, die per keer alleen de benodigde spruiten plukken.

## Rassen

### Hybride rassen
De eerste in Nederland bekende hybride (Jade) kwam uit Japan, maar deze was slecht aan het Nederlandse klimaat aangepast. 
De eerste inteeltlijnen, die nodig zijn voor het maken van hybriden werden in 1963 door het toenmalige Instituut voor de Veredeling van Tuinbouwgewassen (IVT) in Nederland geïntroduceerd. In 1967 kwamen de eerste hybride rassen Olaf en Thor in de handel, gevolgd door een tiental andere hybriden in 1969.

### Zaadvaste rassen
- Roodnerf. De naam heeft dit ras te danken aan de paars aangelopen bladsteel en hoofdnerf. De spruit zelf is echter donkergroen. Hiervan zijn vele selecties van vroeg tot laat bekend. De oogst begint eind september en gaat vaak door tot maart.
- Groninger. Ook hier zijn veel selecties van bekend. Dit ras werd vroeger veel in het Noorden van Nederland geteeld. Nu is daar bijna geen teelt meer van spruiten.
- Bredase.
- Vroeg dwerg.

Deze laatste twee rassen zijn niet meer verkrijgbaar in België en Nederland.

## Smaak
Traditionele rassen hebben een meer uitgesproken smaak dan moderne rassen. Spruitjes kunnen met gemak strenge vorst van wel -15 °C doorstaan. Daartoe worden zetmelen omgezet in suikers, wat de cellen wapent tegen bevriezing. Veel mensen eten ze het liefst als er een keer "de vorst overheen is gegaan", de smaak zou dan beter zijn. 

## Maat
In de handel worden drie maten spruitjes onderscheiden: klein, middelmaat en groot. De populariteit van elke maat verschilt per land. 

### Klein
Klein: D spruiten, sortering 18-23mm
- België
- Denemarken
- Luxemburg
- Noorwegen
- Verenigd Koninkrijk

### Middelmaat
Middel: A spruiten, sortering 23-30mm
- Duitsland
- Ierland
- Finland
- Frankrijk
- Nederland
- Spanje
- Italië

### Groot
Groot: B spruiten, sortering 30-41mm
- Verenigde Staten
- Zweden
- Zwitserland

## Spruitjeslucht
De term "spruitjeslucht" slaat op de typerende geur die in huizen blijft hangen als spruitjes of andere koolsoorten te lang gekookt worden. Koolsoorten hebben een grote behoefte aan zwavel en nemen dat op uit de bodem waar ze groeien. De geur die vrijkomt bij het langdurig koken van kool ontstaat dan ook door het vrijkomen van vluchtige zwavelverbindingen afkomstig van onder andere sinigrine, zoals H2S.
In overdrachtelijke zin wordt het woord spruitjeslucht wel geassocieerd met een "benauwende, bekrompen, kleinburgerlijke provinciale atmosfeer".

## Voedingsstoffen
Spruitjes zijn rijk aan vitamine C en hebben (mogelijk) een positief effect bij het tegengaan van kanker doordat ze glucosinolaten bevatten.
100 gram verse (ongekookte) spruitjes bevat:
- Voedingsstoffen
  - koolhydraten: 5 g
  - eiwit: 4 g
  - vet: 0,5 g
- Mineralen
  - Calcium: 30 mg
  - IJzer: 1 mg
- Vitaminen
  - Caroteen: 1 mg
  - B1: 0,12 mg
  - B2: 0,12 mg
  - C: 150 mg

## Ziekten en beschadigingen
Insecten
Spruitkool kan aangetast worden door rupsen van onder andere het klein koolwitje, groot koolwitje, late koolmot en uiltjes. Ook de melige koolluis en de koolvlieg kunnen veel schade toebrengen.
Schimmels
Grauwe schimmel (Botrytis cinerea) kan rotte blaadjes, smet genoemd, op de spruitjes geven vooral bij rassen waar de spruitjes dicht op elkaar zitten. Daarnaast kan er bladvlekkenziekte en meeldauw (Erysiphe cruciferarum) op spruitkool voorkomen.
... · 
B. campestris (Raapstelen) · 
B. carinata (Ethiopische mosterd, Abessijnse mosterd of Abessijnse kool) · 
B. juncea (Sareptamosterd) · 
B. napobrassica (Koolraap) · 

B. napus (Koolzaad) · 
B. napus subsp. napus (Duizendkoppige kool) · 

B. nigra (Zwarte mosterd) · 

B. oleracea (Kool) · 
B. oleracea var. acephala (Sierkool) · 
B. oleracea convar. acephala alef. var. gongylodes (Koolrabi) · 
B. oleracea convar. acephala var. laciniata (Boerenkool) · 
B. oleracea convar. acephala var. medullosa (Duizendkoppige kool) · 
B. oleracea var. alboglabra (Kailan of Chinese broccoli) · 
B. oleracea var. medullosa (Mergkool) · 
B. oleracea var. botrytis (Bloemkool) · 
B. oleracea convar. botrytis var. botrytis (Romanesco) · 
B. oleracea convar. botrytis var. cymosa (Broccoli) · 
B. oleracea var. capitata (Sluitkool) · 
B. oleracea convar. capitata var. alba (Wittekool) · 
B. oleracea convar. capitata var. rubra (Rodekool) · 
B. oleracea convar. capitata var. sabauda (Savooiekool) · 
B. oleracea var. costata (Tronchuda-kool) ·  
B. oleracea convar. oleracea var. gemmifera (Spruitkool) · 
B. oleracea var. oleracea (Wilde kool) · 
B. oleracea var. palmifolia (Palmkool) ·
B. oleracea var. viridis (Galicische kool) ·  

B. rapa (Raapzaad, Knolraap) · 
B. rapa var. chinensis (Paksoi) · 
B. rapa var. pekinensis (Chinese kool) · 
B. rapa var. rapa (Stoppelknol) · 
...